# Suara
Suara (すあら) (nascida Akiko Tatsumi (巽 明子, Tatsumi Akiko) em 3 de agosto de 1979 em Osaka) é uma cantora japonesa trabalhando para a gravadora FIX Records, com distribuição da King Records. Seus dois singles "Musōka" e "Hikari no Kisetsu" foram ambos usados como temas de abertura para os animes Utawarerumono e Asatte no Hōkō respectivamente. Sua canção "Tomoshibi" foi usada como encerramento do anime To Heart 2. Seu nome, Suara, é derivado da palavra indonésia para "voz".
Em 2007, ela apresentou um show ao vivo comemorativo de algumas das franquias para as quais fez músicas.
Ela se casou com o compositor e arranjador Junpei Fujita em 2009.
Em 2017, se apresentou em Taiwan.